# سیارک ۱۰۶۵۸
سیارک ۱۰۶۵۸ (به انگلیسی: 10658 Gretadevries، نامگذاری:2281T-1) ده هزار و ششصد و پنجاه و هشتمین سیارک کشف شده‌است که در ۲۵ مارس ۱۹۷۱ کشف شد.
قدر مطلق سیارک برابر ۲۵.۷ است.